# Linus Tornblad
Linus Tornblad, född 2 juli 1993, är en svensk fotbollsspelare (mittfältare) som spelar för IK Oddevold.

## Klubbkarriär
Tornblad började som åttaåring spela fotboll i Azalea BK och värvades som 15-åring av Gais. Han var med i Gais U17-lag som vann Gothia Tipselit Trophy 2011. I finalen besegrades Brommapojkarna med 3–0. Tornblad gjorde två mål i finalen och utsågs till "klassens bästa spelare".
Inför säsongen 2012 flyttades han tillsammans med mittbacken Mirza Mujcic och mittfältaren Enis Maljici upp i Gais A-lag. Han debuterade i Allsvenskan den 16 april 2012 mot Helsingborgs IF. Matchen slutade 1–1 och Tornblad blev inbytt i den 86:e minuten mot Mervan Celik. Tio dagar senare gjorde han sin debut som startspelare mot Elfsborg, en match där han även gjorde sitt första mål för Gais. I augusti 2012 förlängde han sitt kontrakt med Gais över säsongen 2014, men option på ytterligare ett år. Han spelade endast fem ligamatcher under 2014 på grund av en meniskskada. I januari 2015 förlängde han sitt kontrakt med Gais över säsongen 2015.
I mars 2016 skrev Tornblad på ett ettårskontrakt med Ljungskile SK. I januari 2017 värvades Tornblad av Åtvidabergs FF, där han skrev på ett tvåårskontrakt. I juli 2018 skrev Tornblad på ett kontrakt säsongen ut med Norrby IF. Den 6 februari 2019 värvades Tornblad av Örgryte IS, där han skrev på ett halvårskontrakt.
Den 1 juli 2019 skrev Tornblad på för division 1-klubben Utsiktens BK. I februari 2021 värvade han av Qviding FIF. I februari 2022 återvände Tornblad till Ljungskile SK, där han skrev på ett ettårskontrakt.
I januari 2023 blev Tornblad klar för spel i IK Oddevold. I december 2023 förlängde han sitt kontrakt i klubben med två år.

## Landslagskarriär
Tornblad blev uttagen till landslagslägret på Bosön den 9–12 december 2010, vilket var hans första landslagsuttagning. Han blev återigen uttagen till landslagslägret på Bosön 7–10 februari 2011.
Hans första uttagning i en landslagstrupp kom i augusti 2012 till dubbelmötet mot Finland i början av september. Landslagsdebuten skedde den 4 september 2012 i en 2–1 seger över Finland, där Tornblad blev inbytt i den 73:e minuten mot Erik Törnros. Två dagar senare spelade han sin första landskamp från start, en match som slutade 1–1 mot Finland. Totalt spelade han två landskamper för Sveriges U19-landslag under 2012.